# 斯托克斯鎮區 (明尼蘇達州艾塔斯卡縣)
斯托克斯鎮區（英語：Stokes Township）是位於美國明尼蘇達州艾塔斯卡縣的一個行政鎮區。

## 地方資料
斯托克斯鎮區的面積為148.36平方千米，當中陸地面積為135.90平方千米，而水域面積為12.46平方千米。根據2020年美國人口普查的數據，當地共有人口207人，而人口密度為每平方千米1.4人。